# Raymond Roy (Bischof)
Raymond Roy (* 3. Mai 1919 in Fisher-Branch, Manitoba; † 25. Juni 2003) war ein kanadischer Geistlicher und römisch-katholischer Bischof von Saint Paul in Alberta.

## Leben
Raymond Roy empfing am 31. Mai 1947 das Sakrament der Priesterweihe für das Erzbistum Saint-Boniface.
Papst Paul VI. ernannte ihn am 3. Mai 1972 zum Bischof von Saint Paul in Alberta. Die Bischofsweihe spendete ihm der Erzbischof von Saint-Boniface, Maurice Baudoux, am 18. Juli desselben Jahres; Mitkonsekratoren waren der Erzbischof von Edmonton, Anthony Jordan OMI, und der emeritierte Erzbischof von Sherbrooke, Georges Cabana.
Am 30. Juni 1997 nahm Papst Johannes Paul II. seinen altersbedingten Rücktritt an.